# Makedónia
Makedónia ókori görög államalakulat volt a Balkán északi részén, az ókori Hellaszban. Nem összekeverendő a modern Észak-Macedónia állammal, amelynek területével csak kisebb átfedésekben közös, jóllehet a mai macedón állam magát ezzel az országgal és népével azonosítja, mely elképzelés nem fedi a valóságot és emiatt komoly ellentétek vannak Észak-Macedónia és Görögország között. Makedónia leghíresebb uralkodója III. Alexandrosz, azaz Nagy Sándor volt, aki a két korábbi uralkodó, I. Alexandrosz és II. Philipposz által nagyhatalommá tett Makedóniára támaszkodva nagyarányú hódításba kezdett. Az alexandroszi pánhellén birodalom, amely a Spárta városa által vezetett Lakedaimón kivételével egész Hellaszból és a korábbi Perzsa Birodalom satrapiáiból állt, halála után hadvezérei között került felosztásra. Makedónia függetlenségének a Római Köztársaság vetett véget.

## Földrajz
A makedón népesség eredetileg a Píndosz-hegység nyugati vidékén, az Aliákmonasz (ókori nevén Haliakmón) felső- és középső vidékén, Maketában és Makedóniában élt. Innen az épeiroszi molosszok szorították keletre őket, megalakítva Oresztiszt. A makedónok ekkor vonultak a később Felső-Makedóniának nevezett vidékre, a Vérmio- (ókori nevén Bermion-) hegységbe, az Aliákmonasz és a Ludiasz által közrefogott területen.
Története során végül fokozatosan kiterjesztette a hatalmát a keleti termékeny síkságra egészen a Khalkidiké északi részéig, visszahódította a makedón őshaza területét és északi irányba is terjeszkedett. A vele határos területeken délen Thesszália, délnyugaton és nyugaton Épeirosz, északon különböző illír és trák törzsek, keleten Edónia, délkeleten pedig a Khalkidikéi Szövetség határolta. Tengerpartja elsősorban a mainál jóval nagyobb Thermai-öböl mentén volt, de legnagyobb kiterjedése során az Orfáni- (ókori nevén Sztrümóni-) öbölnél is elérte az Égei-tengert.
Makedónia hajdani területe ma nagyobb részben Görögország területére esik, kisebb részben a mai Észak-Macedóniára.

## Gazdaság
Makedónia gazdaságának fő profilja az állattenyésztés, ezen belül először is a kecskepásztorkodás, majd a birka- és lótenyésztés volt. A fakitermelés és a bányászat adta a külkereskedelem alapját. Kereskedelmi kapcsolatai mind a hellén területekkel, mind az illírekkel és trákokkal összekötötték, ami nagy szerepet játszott többek között a pénzgazdálkodás fellendítésében. A földek királyi tulajdonban voltak, de ő szolgálatért cserébe kiosztotta ezeket eleinte csak nemesei (hetairiké hipposz) később a makedón közrendűek (pezetairosz) közt is.

## Népesség
A makedónok eredetére vonatkozóan a XX. század óta a görög származás a meghatározó álláspont a tudományos világban. Ian Worthington megállapítása alapján: "...nincs nagyon mit mondani az ókori makedónok görög származásáról: tagadhatatlan".
Worthington összegzése szerint "több mint elegendő bizonyíték és megalapozott elmélet áll rendelkezésre arra vonatkozóan, hogy a makedónok etnikailag görögök voltak".
Simon Hornblower megerősíti a makedónok görög mivoltát, figyelembe véve származásukat, nyelvüket, kultuszukat és szokásaikat.
Nicholas G. Hammond elmondása alapján a makedónok azért hiányoznak a korai történelmi beszámolókból, mert a görög sötét középkor előtt az Oreszti-felföldön éltek, valószínűleg ugyanabból a (proto-görög) népességcsoportból származtak, amelyből más görög népek származtak.
Mint azt Panagiotis Filos megjegyzi, a "barbár" kifejezést az ókori görög szerzők gyakran nagyon tág értelemben használták, nem csupán a nem görög népességre utalva, hanem a görög világ peremén élő görög lakosságra is, ahol nyelvjárási különbségek mutatkoznak, mint pl. a makedónok.
Chrostopher B. Delante illetve Claudia Baracchi megerősítik, miszerint a "barbár" kifejezést pejoratív és politikailag motivált módon is használták, kiváltképp az athéniak egyéb görög törzsek és poliszok, például az epiróták, eleánok, boióták és az eolikus nyelvjárást beszélők kigúnyolására.
M. B. Hatzopoulos megállapítása alapján nem volt valódi etnikai különbség a makedónok és a görögök között, csupán politikai különbségtétel, amelyet a Korinthoszi Liga létrehozása után találtak ki, ie 337-ben.
David Sansone megjegyzése szerint "az V. és a IV. században látható különbségek voltak a görögök és a makedónok között", a makedón vagy görög mivolt kérdése azonban végső soron "politikai volt".
További nemzetközi szaktekintélyek, úgy mint Michael B. Sakellariou, Robert M. Errington, vagy Craige B. Champion, és más akadémikusok is egyetértenek azt illetően, hogy a makedónok és a görögök közötti különbség politikai, és nem etnikai alapú volt.
Kisebbségi nézőpont szerint "az ókori makedónok görög, illír és thrák népelemeket tömörítő, vagy mindezekkel rokon csoportot alkothattak."
Nyelvük mindenképpen az indoeurópai nyelvcsalád része, és az ógörög nyelv thesszáliai dialektusával mutat nagy fokú egyezést, emellett az ógörögből eredő kis-ázsiai phrüg nyelvvel is. Mindazonáltal a makedónok saját dialektusuk mellett az ekkoriban általánosan a linguia franca szerepét betöltő, a műveltség nyelvének tartott Athén körüli attikai dialektust is használták. A nyelvészeti bizonyítékok ellenére egyesek a nyelv függetlensége mellett tesznek hitet. Újabban[forrás?] a két ősi makedón nyelv lehetősége is felmerült.
I. Alexandrosz uralkodásától bizonyítottan jelen voltak a makedónok az olümpiai játékokon, amelyen a törvények szerint csak hellének vehettek részt. Maga a makedón uralkodócsalád Héraklésztől eredeztette magát. II. Philipposzt már beválasztották a delphoi amphiktüóniába. Az ókori görög történetírók maguk görögökként számolnak be a makedónokról. Hérodotosz, az athéni szónok, Iszokratész, Polübiosz  és Sztrabón egyaránt görögökként említi a makedónokat.

## Társadalom
A makedón állam mindvégig monarchia volt, amit először a görög (argoszi) származású Témenida-dinasztia, majd IV. Alexandrosz halálát követően az Antigonida-dinasztia uralt. Makedónia felemelkedésének társadalmi feltétele volt, hogy a félnomád makedónok felett az uralkodó réteg – a király és elit lovasokként szolgáló hetairoszai – kellően megalapozott hatalommal bírjon.
A makedón király hadvezér és a fontos áldozatok bemutatója volt, illetve ő birtokolta és osztotta szét az ország földjeit. Bírói hatalmát a népgyűléssel (háború esetén sereggyűléssel) közösen gyakorolta. A makedón állam specialitása az ún. katonai demokrácia, amelynek az a lényege, hogy a fegyverforgató férfiaknak nagy beleszólásuk volt az államügyekbe (ők választották a dinasztia tagjai közül a királyt, főbenjáró ügyekben bíráskodtak stb.). Több ókori szerző kiemelte, hogy Makedóniában nagyobb volt a nép szabadsága, mint más görög poliszokban.

## Makedónia története

### A mitikus gyökerek
Hérodotosz szerint Héraklész ükunokájától, Témenosztól származott Perdikkasz. Az argoszi hérosz fivéreivel, Gauanésszel és Aeroposszal együtt illíriai vándorlás után vette át a makedón törzsek felett a hatalmat, megalapítva a makedón ősállamot, Makedoniszt. Egy jóval későbbi, Alexandriai Szent Kelemen keresztény egyházatya által ránk hagyományozott történet szerint Témenosz egy másik leszármazottja, Karanosz volt a fővárosalapító Apollón egy jóslatát követve. Abban azonban minden hagyomány megegyezik, hogy az Argeadai Makedonesz uralkodóház argoszi származású.
Makedónia ősi fővárosa Aigai volt, amelynek neve a kecskékkel (görögül aix, birt. aigosz) kapcsolatos. A fennmaradt, alapítást állítólagosan előidéző jóslatok mind kecskelegelőkkel hozzák kapcsolatba a hely kiválasztását. Aigai egészen I. Arkhelaosz uralkodásáig (i. e. 413 – 399 k.) főváros maradt, később a Pellában regnáló királyok is itt temetkeztek.

### A kezdetek
Az i. e. 12. század táján szorították a makedónok őseit keletre a molosszoszok. A i. e. 7–6. század folyamán szerveződött a transzhumáló kecske- és juhtartásból élő makedón törzsek összessége a Témenida-dinasztia uralkodása alatt állammá a Bermion-hegység vidékén. A történetileg valóban élt személynek tekintett alapító, Perdikkasz és utódai történetét ebben a korszakban nem ismerjük, de már ekkoriban sikerült meghódítani a tengerparti Pieriát, az Olümposz északi tövében fekvő síkságot, a Múzsák lakhelyét a mitológiában. Az itt élő pieriszek a Sztrimónasz (Sztrümón) völgyébe települtek át. A másik hódítás szintén a Thermai-öböl partvidékén, Pieriától északra fekvő Bottaia volt.
Az első király, akinek körülbelül meg tudjuk határozni az uralkodási idejét, I. Amüntasz (i. e. 540 – 495 k.) volt. Perdikkasz és közte I. Argaiosz, I. Philipposz, I. Aeroposz és Alketasz királyok nevét ismerjük, de uralkodási idejük meghatározhatatlan.

### I. Amüntasz és I. Alexandrosz
Makedónia a görög–perzsa háborúk során lépett a történelem színpadára. Amüntasz I. Dareiosz i. e. 513-as trákiai hadjáratát arra használta ki, hogy felajánlja hűségét a nagykirálynak, kelet felé meghódítsa az Axioszig terjedő síkságot. A mocsaras vidék feletti ellenőrzés biztosította a keleti határt, így a király nyugat felé is megindulhatott seregeivel. Itt az őshaza, a Pindosz hegység elérése volt a cél. Le is győzte Eordaia és Almópia lakóit Oresztisz és Lünkésztisz között. Később az elűzött athéni türannisz, Hippiasz számára ajánlott fel birtokokat országában.
A perzsa hódítóknak való megfelelés mellett a többi görög polisszal is szorosabbra fűzte viszonyát az északi királyság. Amüntasz trónörököse, a későbbi I. Alexandrosz i. e. 500 körül részt vett az olümpiai játékokon, amivel a hellének is elismerték görög származását. Alexandrosz később perzsaellenesnek tüntette fel magát, azonban uralkodása alatt, az i. e. 480-as években kijárta a Makedónián keresztül vonulni tervező Xerxésznél, hogy az engedélyezze számára az északnyugati irányú hódításokat. i. e. 480-ban aztán meg is érkezett a körülbelül 200-250 000 fős perzsa haderő, az Iszthmoszi Szövetség hadai pedig a Tempé-völgyben rendezkedtek be, a makedón-thesszáliai határon. Az elhúzódó harc és az ebből fakadó ellátási nehézségek fenyegető réme – vagy később hangoztatott görögbarátsága – miatt Alexandrosz javasolta a visszavonulást a görög hadaknak, amit azok végre is hajtottak, mivel valószínűleg értesültek róla, hogy Xerxész máshonnan közeledik.
Alexandrosz mindvégig hintapolitikát folytatott, ugyanis míg a makedónok a perzsáknak alávetve pusztították Hellasz földjeit, Athénnak is küldött száz darab triérész megépítésére elegendő fát. Ekkor lett az „athéniak vendégbarátja és jótevője”. Az i. e. 479-es vereségek után természetesen azonnal hajdani szövetségesei ellen fordult, és meghódította a perzsák hűbéreseit az Axiosz és a Sztrümón között. Ezzel viszont a Déloszi Szövetségen keresztül birodalomépítésbe fogó Athénnal került szembe pangaioni bányák vidékén, ahol megszerezte Enneahodoi városát – nem messze az athéni uralom alá került Éióntól. Segítséget nyújtott a hazaárulónak kikiáltott Themisztoklésznek menekülés közben, és valószínűleg szerepet játszott abban, hogy Enneahodoinál i. e. 465-ben tízezer athéni telepest mészárolhattak le a barbár trákok.
I. Alexandrosz számos szállal kötötte négyszeres területűre növelt országát a hellén – elsősorban athéni – civilizációhoz. Alatta kezdődött meg i. e. 478 után az önálló makedón pénzverés, a mükénéi menekültek befogadása i. e. 468 után, illetve a peremvidéki létből a civilizáltságot terjesztendő két városalapítás, Hérakleion és Dion.

### A peloponnészoszi háborúban
Alexandroszt az i. e. 450-es évek második felében valószínűleg meggyilkolták. Halála után öt fia közül három, Philipposz, Alketasz és a végül trónra jutó II. Perdikkasz között súlyos polgárháború robbant ki. A harcokban elveszett a Sztrümóntól nyugatra fekvő Biszaltia, vele együtt a gazdag nemesfémbányák. Keletről déltrák betörések, nyugatról Felső-Makedónia függetlenedő fejedelmei, délről pedig az i. e. 437-ben Amphipoliszt megalapító athéniak fenyegették a hajdan virágzó királyságot.
Perdikkasz Athént szándékozta először meggyengíteni, ezért kihasználva a már zajló epidamnoszi háborút, elmélyítette Korinthosz és Athén ellenségeskedését az iszthmoszi kereskedőállam gyarmatvárosa, a kalkhidikéi Poteidaia kiugrasztásával a Déloszi Szövetségből. A makedón király ügyes politikával elérte, hogy Athén ne őt, hanem a lázadó khalkidikéi államokat támadja meg. Ilyen helyzetben tört ki i. e. 431-ben a peloponnészoszi háború.
Perdikkasz mindjárt a háború elején kénytelen volt kiegyezni a Thermét (Szaloniki elődje) elfoglaló, Methónét elpártoltató és a Philipposz trónigényét támogató odrüszi trák király, Szitalkész mellé álló Athénnal. Azonban továbbra is Spártát és szövetségeseit támogatta, így Athén ráuszította Szitalkészt. i. e. 429-ben kb. 150 000 barbár trák harcos dúlta végig Makedóniát, és túlerejüket csak dinasztikus kapcsolatok kiépítésével és hozománnyal lehetett leszerelni. Perdikkasz csak i. e. 424-ben talált alkalmat ismét Athén ellen tenni, éspedig Braszidasz spártai hadvezér északi hadjárata alkalmával. Mivel a lakedaimóni vezérkarral nem tudott dűlőre jutni, i. e. 422-ben átállt Athén oldalára, de a következő évben az athéni–makedón sereg elvesztette az amphipoliszi csatát. A tíz évnyi harc eredményeképpen számos fontos város (Hérakleion, Bormiszkosz, Methóné) a Déloszi Szövetség tagja lett, a peloponnészoszi befolyás alatt álló Khalkidiké a déli tartományokat fenyegette, a sztrümóni bányák elvesztek, Felső-Makedónia pedig függetlenedett. Makedónia vészterhes idők elé nézett; i. e. 423 és i. e. 417 között még a pénzverése is szünetelt.

### Makedónia felemelkedése
III. Amüntasz (uralkodott i. e. 392–370) királynak hat fia volt. Ebből háromnak anyja főfelesége, Eurüdiké, a másik három pedig Gügaia fia. II. Alexandroszt két év uralkodás után meggyilkolták, i. e. 368-ban. Az antik források szerint a gyilkosságot saját anyja, Eurüdiké, és annak szeretője, Ptolemaiosz tervelte ki és hajtotta végre. Lehetséges, hogy ez csak rosszindulatú pletyka, mindenesetre az új uralkodó mellett Ptolemaiosz lett a régens, a gyilkosságért pedig egy Apollophanész nevű férfit ítélt el a népgyűlés.
II. Alexandrosz öccse, III. Perdikkasz következett az uralkodásban. I. e. 365-ben visszahozatta öccsét, Philipposzt Makedóniába aki Thébában volt túsz i. e. 368-tól. Kevés adat van Perdikkasz uralkodásáról. Hadjáratot vezetett Felső-Makedóniába az illír Bardülisz ellen. A hadjárat katasztrófával végződött, a király meghalt. A király kisfia IV. Amüntasz lett az új uralkodó, de III. Amüntasz harmadik, legkisebb fia, Philipposz 
lett a régens. Philipposz még abban az évben király lett. Unokaöccsét életben hagyta, 
mert nem találta veszélyesnek a trónjára.
II. Philipposz (i. e. 356 – i. e. 336) egy megfogyatkozott ország élére került, melyet több oldalról is veszélyeztettek. Sok háborúban kamatoztatta a Thébaiban, Epameinóndasztól tanult haditudományokat. Legjobb hadvezére, Parmenión segítségével kifejlesztette a makedón phalanx-ot, átvette a ferde, lépcsőzött alakzatot, és új fegyverrel, a szariszával látta el gyalogságát. Hadseregreformjai tették lehetővé később III. Alexandrosz (Nagy Sándor) számára a hódításokat.

## Fénykor
Makedónia fénykora a II. Philipposz és III. Alexandrosz uralkodásától számított időszak. Az ország jelentős történelmi szerepet játszott egészen a római hódításig. Alexandrosz birodalma halála után hadvezérek között került felosztásra, ezek a hellén királyságok még sokáig fennmaradtak. Az anyaország sikerrel állt helyt a diadokhosz-háborúban. A ptolemaida Egyiptom csak i.e. 31-ben dőlt meg.